# Bombaim (São Tomé)
Bombaim é uma aldeia de São Tomé e Príncipe, localiza-se no distrito de Mé-Zóchi, ilha de São Tomé, próxima às localidades de Vale Formoso e de São Januário.